# Thanks for all the years
Thanks for all the years is een muziekalbum van Jack Jersey uit 1997.
Jack Jersey kwam in februari 1997 overeen met EMI om nog album uit te geven. Hij was toen al ziek en hij overleed dit jaar op 26 mei aan keelkanker. Het album kwam uiteindelijk uit in juni van dat jaar.
De selectie op dit album maakte hij op basis van de landen die hij tijdens zijn loopbaan heeft bezocht. Daar zijn verder zijn grote hits aan toegevoegd, zoals Papa was a poor man, Gone girl en I wonder.
Het is het laatste album waaraan hij zelf nog betrokken is geweest. In 2007 volgde postuum nog wel een verzamelalbum.

## Nummers

### Cd 1
| Nr. | naam                       | schrijver                                        | duur |
| --- | -------------------------- | ------------------------------------------------ | ---- |
| 1   | Woman                      | Jack de Nijs, Milly Trap en K. Naar              | 2:24 |
| 2   | Never ending lonely nights | Jack de Nijs en H. Haast                         | 3:54 |
| 3   | Mexican lady               | R. Felix en Jack de Nijs                         | 3:00 |
| 4   | Papa was a poor man        | Jack de Nijs en H. Haast                         | 3:17 |
| 5   | I can't wait for tomorrow  | Jack de Nijs                                     | 2:43 |
| 6   | Heaven is my woman's love  | S. K. Dobbins                                    | 3:25 |
| 7   | Tears                      | Jack de Nijs                                     | 3:44 |
| 8   | Don't                      | Jerry Leiber en Mike Stoller                     | 2:58 |
| 9   | All I do is dream          | Jack de Nijs en Milly Trap                       | 3:52 |
| 10  | Gone girl                  | Jack Clement en Jack de Nijs                     | 4:59 |
| 11  | My father's house          | Jack de Nijs                                     | 3:08 |
| 12  | Ole sio                    | Jack de Nijs en F. Murni                         | 3:34 |
| 13  | Shanah                     | Jack de Nijs, Milly Trap-Jack de Nijs en K. Naar | 4:07 |
| 14  | I'm calling                | Jack de Nijs                                     | 3:42 |
| 15  | Since you've been gone     | Jack de Nijs en Milly Trap                       | 3:34 |

### Cd 2
| Nr. | naam                          | schrijver                           | duur |
| --- | ----------------------------- | ----------------------------------- | ---- |
| 1   | Sri Lanka... my Shangri-La    | Jack de Nijs, Milly Trap en K. Naar | 3:57 |
| 2   | Sweet ol' dreams              | Jack de Nijs                        | 2:32 |
| 3   | Suspicious minds              | Mark James                          | 2:27 |
| 4   | Puerto de Llansa              | Jack de Nijs en Milly Trap          | 2:39 |
| 5   | Higher than the mountains     | Jack de Nijs                        | 2:27 |
| 6   | Mary Lee                      | Jack de Nijs en Jacques Verburgt    | 2:39 |
| 7   | Stay till tomorrow            | Jack de Nijs en K. Naar             | 2:49 |
| 8   | In the arms of her new friend | Jack de Nijs                        | 3:34 |
| 9   | Una noche Mexicana            | Jack de Nijs en Jacques Verburgt    | 2:16 |
| 10  | In the still of the night     | Jack de Nijs en H. Haast            | 2:21 |
| 11  | At the end of it all          | Jack de Nijs                        | 3:01 |
| 12  | I wonder                      | Jack de Nijs en Jacques Verburgt    | 2:29 |
| 13  | Waktoe potong padi            | traditioneel, arr. Jack de Nijs     | 3:17 |
| 14  | Sail me across the water      | Jacques Verburgt en Jack de Nijs    | 2:20 |
| 15  | Sweet dreams (my darlin')     | Jack de Nijs en H. Haast            | 3:13 |